# K-Pop 猎星行动
《K-pop 猎星行动》（韓語：K팝 스타 헌트）是一个区域性的K-Pop音乐选秀节目，它给亚洲喜欢音乐的人带来一次成为K-Pop明星的机会。
节目由CJ E&M与Fox International共同打造，在tvN、Channel V和Mnet等频道播出。第一季和第二季与Cube娱乐合作，第三季则与FNC娱乐合作 ，共同寻找K-Pop明星。
第一季的冠军由来自泰国的Sorn获得 ，第二季的冠军是来自泰国的Ling Ling，而台湾的苏一晋（Andy）则获得了第三季的冠军。

## 获奖者
| 2011年 | 1 | Chonnasorn Sajakul(Sorn)         | Rince Erich Cajucom (Rince)                                                            |
| 2012年 | 2 | Kawintida Sujindaporn(Ling Ling) | Khairul Najmuddin Bin Abu Samah (Erul)                                                 |
| 2013年 | 3 | 苏一晋(Andy)                     | Putri Norizah Ibnor Riza (Putri) Stephanie Koh Yi Xin (Steph) Chananan Siriburee (Pik) |
| [ 1 ]  |   |                                  |                                                                                        |

## 第一季(2011-2012年)
CJ E&M和Fox International聯合與Cube娛樂推出一个叫《K-pop獵星行動》的新節目，該節目在亞洲各地進行選秀來尋找Cube娛樂的藝人。 tvN的《K-pop獵星行動》作为Cube娛樂的選秀節目， 于8月底开始在线选秀。
《K-pop獵星行動》的總冠軍获得者将能與Cube娛樂簽向合同并獲得其提供的三年培訓機會，Cube娛樂旗下的艺人有G.NA和组合BEAST、4Minute。
在這一季度選秀的國家或地区：
- 香港
- 新加坡
- 泰國
- 菲律賓
- 臺灣

### 参赛者
注：都是参赛者参加选秀时的年龄。
| 参赛者                 | 名称    | 年龄 | 国家/地区 | 排名 |
| ---------------------- | ------- | ---- | --------- | ---- |
| Andy Lui               | Andy    | 15   | 香港      | 前11 |
| Chan Wing Tung         | Nicola  | 18   | 香港      | 前11 |
| 管煜正                 | Chris   | 17   | 臺灣      | 前11 |
| Thidarat Rommaneeyapet | June    | 14   | 泰國      | 前11 |
| Charmaine Cubos Albino | Meng    | 17   | 菲律賓    | 前11 |
| Maressa Zahirah        | Maressa | 22   | 新加坡    | 前11 |
| Charlene Cubos Albino  | Leng    | 17   | 菲律賓    | 前5  |
| Tan Li Jun Jasmine     | Jasmine | 16   | 新加坡    | 前5  |
| 陈盈燕                 | Lucia   | 15   | 臺灣      | 前3  |
| Rince Cajucom          | Rince   | 19   | 菲律賓    | 亚军 |
| Chonnasorn Sajakul     | Sorn    | 15   | 泰國      | 冠军 |

### 第一季的任务
任务一：演唱K-pop歌曲
- Charmaine选了 2NE1的《I Don't Care》
- Charlene选了 CNBLUE的《I'm A Loner》
- Nicola选了 少女时代的《Gee》
- Andy选了 FTIsland的《Love Love Love》
- Jasmine选了 Apink的《I Don't Know》
- Maressa选了 Beast的《Fiction》
- June选了 After School的《Because of You》
- Sorn选了 姜敏京'的《8282》
- Lucia选了 f(x)的《Pinocchio》
- Rince和Chris都选了 太阳的《Only Look At Me》

任务二：与BEAST和4Minute斗舞
- Jasmine和Rince对阵BEAST（歌曲：《SHOCK》）
- Charlene、Sorn和Lucia对阵4Minute（歌曲：《MUZIK》）

任务三：二重奏与实习(合作)
- Sorn与李昌燮（BTOB）合作演唱Xiah Junsu（JYJ）和Jang Ri-In（Zhang Li Yin）的歌曲《Timeless》
- Rince与Kim Seo-Ae合作演唱Jo Kwon(2AM)和Ga-In（Brown Eyed Girls）的歌曲《We fell In Love》
- Lucia与陸星材（BTOB）合作演唱Trouble Maker（EP）的歌曲《Troublemaker》

最终任务：最终决战(歌唱+舞蹈)
- Rince唱的是2AM的《I'm Sorry I Can't Smile For You》，跳舞的歌曲是尼欧的《Not Myself Tonight》
- Sorn唱的是G.NA的《Because you are Mine》，跳舞的歌曲是克里斯蒂娜·阿奎莱拉的《Not Myself Tonight》

## 第二季(2012-2013年)

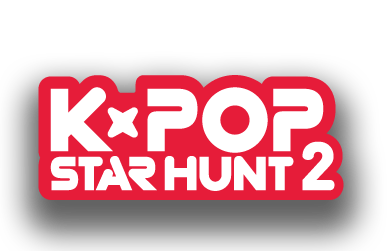
K-pop猎星行动第二季的官方标志

第一季的比赛结束后，K-pop猎星行动第二季宣布在馬來西亞、日本、越南、新加坡、香港、臺灣和菲律宾进行选秀。
K-pop猎星行动第二季的最终赢家将会获得CJ E&M和CUBE Entertainment的专业培训和发行一张专辑的机会，还可以参加2013年在韩国举行的MAMA音乐颁奖典礼。
在这一季度选秀的国家或地区：
- 香港
- 新加坡
- 泰国
- 菲律宾
- 臺灣
- 越南
- 馬來西亞
- 日本

### 参赛者
注：都是参赛者参加选秀时的年龄。
| 参赛者                          | 名称          | 年龄 | 国家/地区   | 排名 |
| ------------------------------- | ------------- | ---- | ----------- | ---- |
| Ngô Đặng Thu Giang              | Jane          | 22   | 越南        | 前16 |
| Leona Ho                        | Leona         | 18   | 香港        | 前16 |
| Tsai Chih-Ang                   | Chih-Ang      | 27   | 臺灣        | 前16 |
| Saika Maeda                     | Saika         | 20   | 日本        | 前16 |
| Shimali De Silva                | Shimali       | 13   | 香港        | 前12 |
| Anthea Wang Yi Thong            | Tia           | 16   | 新加坡      | 前12 |
| Isarapa Thawatpakdee            | Tarwarn       | 15   | 泰國        | 前12 |
| Nguyễn Diệu Hương Trang         | Sammie        | 22   | 越南        | 前12 |
| Rendy Lauwandy                  | Rendy         | 20   | 新加坡      | 前8  |
| Nur Shazreen Binti Sharupidin   | Eryn / Ereene | 18   | 马来西亚    | 前8  |
| Miku Ishida                     | Miku          | 22   | 日本        | 前8  |
| Tanya Tai                       | Tanya         | 21   | 臺灣        | 前5  |
| Liahona Flores                  | Lia           | 15   | 菲律賓      | 前5  |
| Sheila Eunice Ona               | Sam           | 21   | 菲律賓      | 前3  |
| Khairul Najmuddin Bin Abu Samah | Erul          | 20   | 马来西亚    | 亚军 |
| Kawintida Sujindaporn           | Ling Ling     | 15   | 泰國 菲律賓 | 冠军 |

### 第二季的任务
特别任务：亚军特别挑战
- Chih-Ang (台湾)唱2AM的《I Can't Let You Go》
- Liahona (菲律宾)唱2NE1的《Ugly》
- Jane (越南)唱Christina Aguilera的《Beautiful》
- Saika (日本)唱Ailcia Keys的《If I Ain't Got You》
- Leona (香港)唱Duffy的《Mercy》
- Tarwarn(泰国)唱泰妍《If》
- Rendy(新加坡)唱Yesung的《It Has To Be You》
- Erul(马来西亚)唱Yesung的《It Has To Be You》

任务一：我最好的歌曲
- Rendy选了 Ra.D的《Mom》
- Louise选了 Tamia的《Almost》
- Sam选了 2NE1的《It Hurts》
- Erul选了 K.Will的《Please Don't》
- Shimali选了 Taylor Swift的《Sparks Fly》
- Ereene选了 Wonder Girl的《So Hot》
- Tia选了 Jessie J的《Who's Laughing Now》
- Tarwarn选了 IU的《Secret》
- Miku选了 白智榮的《P.S I Love You》
- Lia选了 G.NA的《Because You're Mine》
- Tanya选了 白智榮的《That Woman》
- Ling Ling选了 白智荣的《That Woman》

任务二：和BTOB的团队任务
- 星材队：Miku，Tanya和Rendy演唱8Eight的《I Don't Have A Heart》
- 恩光队：Erul，Sam和Lia演唱鄭恩地和徐仁國的《All For You》
- 昌燮队：Ling Ling和Ereene演唱MC夢和Lyn的《Letter To You》

任务三：演唱由新沙洞老虎挑选的歌曲
- Ling Ling唱的是申昇勳的《I Believe》
- Tanya唱的是Davichi的《Don't Say Goodbye》
- Lia唱的是Davichi的《8282》
- Erul唱的是BEAST的《On Rainy Days》
- Sam唱的是Ailee的《I Will Show You》

最终任务：选择你喜欢的歌曲和舞蹈表演
- Erul唱的是金範洙的《I Miss You》，跳舞的歌曲是2PM的《I'll Be Back》
- Ling Ling唱的是成始璄的《Hee Jae》，跳舞的歌曲是李遐怡的《1,2,3,4》
- Sam唱的是Soon-Yi的《Goose's Dream》，跳舞的歌曲是Dream High 2 OST中的《Superstar》

## 第三季(2013-2014年)
第三季由Channel M、CJE&M和Fox International Channel组织，与FNC娱乐合作推出。该赛季的冠军赞助商是The Moving Visuals有限公司新加坡航空公司。
第三季的选秀开始于2013年8月1日，第一步是网络视频的提交。
第三季的总冠军将得到与 CJ E&M 和 FNC娱乐签订合同的机会和在韩国的6~12个月的培训机会，一个和FNC艺人合作发行歌曲机会和在韩国出道或在自己的國家出道的机会，并参加2014年Global M Countdown。
在这一季度选秀的国家或地区：
- 新加坡
- 臺灣
- 马来西亚
- 泰国
- 香港
- 菲律宾
- 印度尼西亚

### 参赛者
注：都是参赛者参加选秀时的年龄。
| 参赛者                   | 名称          | 年龄 | 国家/地区 | 排名 |
| ------------------------ | ------------- | ---- | --------- | ---- |
| Elma Nathania Christy    | Elma          | 18   | 印尼      | 前12 |
| Chester Briones          | Chester       | 19   | 菲律賓    | 前12 |
| Lau Chun Yu              | Water         | 25   | 香港      | 前10 |
| Nopphan Chantarasorn     | Mickey        | 15   | 泰國      | 前10 |
| Chua Jia Hang            | Yvonne        | 24   | 新加坡    | 前10 |
| Li Ka Yan                | Aileen        | 23   | 香港      | 前7  |
| Thoo Foo Joe             | Ryan          | 24   | 马来西亚  | 前7  |
| Ardina Glenda Chrysilla  | Glenda        | 18   | 印尼      | 前5  |
| Chananan Siriburee       | Pik           | 18   | 泰國      | 前4  |
| Putri Norizah Ibnor Riza | Putri         | 22   | 马来西亚  | 前4  |
| Stephanie Koh Yi Xin     | Steph Micayle | 21   | 新加坡    | 前4  |
| Su I Chin                | Andy          | 15   | 臺灣      | 冠军 |

### 第三季的任务
任务一：发挥你Kpop明星的潜力
- Putri唱 Ailee的《Heaven》
- Chester唱 Usher的《Oh My God》
- Aileen唱 Ailee的《I Will Show You》
- Mickey唱 Tiger Huang的歌曲
- Ryan唱 东方神起的《Hug》
- Andy唱 太阳的《I Need A Girl》
- Glenda唱 Davichi的《Don't Say Goodbye》
- Water唱 陈奕迅的歌曲
- Pik唱 Apink的《No No No》
- Steph唱 雪儿·洛薇的《Want Your Back》
- Elma唱 泰妍的《Missing You Like Crazy》
- Yvonne的表演没有播出

任务二：下一个k-pop声音
- Water选了 Bobby Kim的《Falling In Love Again》
- Pik选了 AOA Black的《MOYA》
- Steph选了 李遐怡的《Rose》
- Ryan选了 2PM的《Again and Again》
- Glenda选了 Zia的《Have A Drink》
- Aileen选了 Younha的《Password 486》
- Yvonne选了 BoA的《Only One》
- Andy选了 CNBLUE的《Love Light》
- Mickey选了 Henry的《Trap》
- Putri选了 Gummy的《There Is No Love》

任务三：你永远不会独自行走
- Putri, Aileen, Glenda (Senoritas) - I Ain't Go Home Tonight (Navi)
- Pik, Andy, Ryan, Steph (Ras-pect) - Better Together (Se7en)

任务四：总包
- Putri的MV是Yoo Sung Eun的《Be Ok》
- 安迪的MV是PRIMARY的《See Through》
- Glenda的MV是白智荣的《I  Won't  Love》
- Pik的MV是G.NA的《I Will Back Off You Can Live》
- Stephanie的MV是Brown Eyed Girl的《Abracadabra》

任务五：大结局
- Putri唱Gummy的《There Is No Love》和Lewi的《Homeless》
- Pik唱G.Na的《I Will Back Off So You Can Live》和TTS的《Twinkle》
- Andy唱太阳的《I Need A Girl》和G-Dragon的《Crayon》和《Michigo》
- Stephanie唱李遐怡的《Rose》和艾薇儿·拉维尼的《Rock & Roll》

## 结束后
第一季：
- Sorn是女子组合CLC成员，经过Cube娱乐的3年培训后在2015年3月出道。
- Lucia现在是女子组合A'N'D、KOGIRLS的成员，也是臺灣演员。
- Rince是菲律宾BASSIX的成员。
- Charlene和Charmaine在菲律宾组成一个叫“MILES”的表演组合。
- Chris在Channel V（臺灣）做主持人。他参加了《Taiwan's Next Generations》第二季，由蔡依林做他的导师。
- Maressa在新加坡的新传媒朝阳频道工作，她曾出现在新传媒朝阳第五频道的《On The Red Dot》节目中，她现在是一名编辑。
- Jasmine、Maressa和Yvonne在新加坡组建了一个叫“BLANCHE”的表演组合。
- June是一个在泰国的舞者
- Nicola现在在伦敦攻读时装设计学院的学位。
- Andy在加拿大上大学。 他正在追求音乐的成就。現為Seven O'Clock成員。

第二季:
- 2013年12月5日，Ling Ling在新加坡第18届亚洲电视颁奖典礼上登台亮相。她不再接受CJE&M公司的培训。她现在又回到了学习上
- Erul于2015年成为马来西亚环球音乐的“Next Pop star”，是个电视名人。
- Sam是JU娱乐（菲律宾）旗下的实习生。
- Liahona是菲律宾的一个模特，同时也是JU娱乐（菲律宾）旗下的实习生。
- Tabta参加了臺灣的《超级偶像》第八季。
- Rendy是印度尼西亚的一名录音艺人。
- Miku在日本现在已结婚。
- Ereebe在大学学习音乐专业，同时也是一个舞者。
- Tia、Jasmine、Maressa和Yvonne在新加坡组建了一个叫“BLANCHE”的表演组合。
- Tarwarn在泰国加入一支叫“L.A.M (Look At Me)”舞蹈队。在2017年他在泰国以BNK48首次出道
- Yvonne现在正在新加坡攻读会展管理学位，有时他也会去“BLANCHE”表演
- Shimali是一名高中生。
- Jane是越南的舞者，加入了一个越南与韩国合作的节目后，她成为一个solo歌手。
- Leona现在在大学上学。
- Sauja现在在宾夕法尼亚大学上学。
- Chih Ang有时会以一个乐队在舞台上表演。

第三季:
- Andy曾是个FNC娛樂的练习生，一年後離開了公司。他首次在中国亮相是发布单曲《Puppy Love》的时候。現時使用的藝名是「蘇志尹」。
- Putri回到了马来西亚，做一个独立歌手。在2015年她生下一个女孩。
- Stephanie搬到了澳大利亚悉尼去为她的音乐事业奋斗。
- Jasmine、Maressa和Yvonne在新加坡组建了一个叫“BLANCHE”的表演组合。
- Chester现在在菲律宾的一个叫“SE7ENSINS”的组合演出。